# Muzeum Sztuki w Łodzi. Monografia
Muzeum Sztuki w Łodzi. Monografia – dwutomowa publikacja wydana w 2015 roku nakładem Muzeum Sztuki w Łodzi, przedstawiająca dzieje jednej z najstarszych na świecie instytucji prezentujących sztukę współczesną oraz obecną działalność placówki.
Tom 1 skupia się na historii muzeum, przedstawia w kolejnych rozdziałach kluczowe punkty w dziejach tej instytucji i pozwala przyjrzeć się zarówno jej przedwojennemu, jak i powojennemu rozwojowi. Na publikację składają się eseje badawcze ukazujące historię muzeum w szerszym, historycznym, politycznym i społecznym kontekście, napisane przez wybitnych specjalistów z dziedziny historii sztuki i teorii kultury, takich jak: Nawojka Cieślińska-Lobkowicz, Paulina Kurc-Maj, prof. Marta Leśniakowska, dr hab. Iwona Luba, Marta Madejska, dr Magdalena Moskalewicz, dr Adam Mazur, Daniel Muzyczuk, Paweł Polit, Konrad Schiller, dr hab. Andrzej Szczerski, dr Marcin Szeląg, Agnieszka Szewczyk, Agnieszka Taborska, dr Magdalena Ziółkowska. 
Książkę uzupełniają teksty źródłowe – niejednokrotnie publikowane po raz pierwszy - oddające głos protagonistom historii muzeum, takim jak: Marian Minich (dyrektor Muzeum Sztuki w Łodzi w latach 1935–1965), Jan Brzękowski (członek grupy „a.r.”, współtwórca Międzynarodowej Kolekcji Sztuki Nowoczesnej) czy Ryszard Stanisławski (dyrektor w latach 1966–1990). Kolejni dyrektorzy: Jaromir Jedliński (dyrektor w latach 1991–1996), Nawojka Cieślińska-Lobkowicz (dyrektor w 1996 roku) i Mirosław Borusiewicz (dyrektor w latach 1997–2006) opowiedzieli o własnych wizjach rozwoju placówki, sposobach pracy z kolekcją i problemach muzealnej praktyki, a Jarosław Suchan, dyrektor placówki od 2006 roku, opatrzył oba tomy wstępem. Całość zaś dopełniają materiały archiwalne, takie jak nigdy niepublikowane dokumenty, listy, wycinki prasowe, plakaty, okładki katalogów oraz obszerny wybór fotografii.
Zgromadzone w tomie 2 publikacji wypowiedzi to zbiór tekstów poświęconych misji i praktyce Muzeum Sztuki w Łodzi, które analizują i poddają krytycznej refleksji najnowszą działalność łódzkiej instytucji. Autorzy zastanawiają się, jak za pomocą współczesnych praktyk artystycznych i instytucjonalnych przepracowywać i skutecznie rozwijać wiodące idee nowoczesności. Swój punkt widzenia na tę kwestię prezentują artyści, kuratorzy muzeum i zaproszeni badacze: Józef Robakowski, Jarosław Suchan, Daniel Muzyczuk, Jarosław Lubiak, Jakub Wojnarowski, Agnieszka Rejniak-Majewska, Agnieszka Polska, Tomasz Szerszeń, Mona Vǎtǎmanu, Florin Tudor, Joanna Sokołowska, Wendelin von Oldenborgh, Magdalena Ziółkowska, Céline Condorelli, Agata Pietrasik, Stuart Bailey i Małgorzata Ludwisiak.